# スリーコース
スリーコースは、日本の競走馬。快速の逃げ馬として1990年代に人気を博した。また、引退レースにおける悲劇的な最期でも知られている。

## 概要
旧4歳春に公営・名古屋競馬から中央競馬に移籍し、ダートの短距離路線で活躍。非常にスタートダッシュが速い馬として知られ、中央競馬で出走した全25戦で、第3コーナーまでは1度も他馬に先頭を譲ることはなかった。1996年に出走した高松宮記念とギャラクシーステークスでは、いずれも2桁着順に大敗したものの、それぞれ芝・ダートの1000メートル通過時点ではそれまでの日本レコードを上回るタイムで走破している。こうした破滅的なレース振りから、中央では準オープン戦での優勝が最高実績という戦歴ながら実力以上の人気を獲得していた。
しかし引退・繁殖入りを前にしての最後のレース・すばるステークスの枠入り時に、発馬機内で暴れて転倒し、左前脚を脱臼。予後不良と診断され、そのまま安楽死の措置が執られた。ラストランでの事故、それもスタートに天才的な冴えを見せた馬がスタートできないまま最期を迎えるという悲劇性から、死後は実績的に異例とも言えるほど数々の書籍で取り上げられ、その死が悼まれた。

## 年度別競走成績
- 3歳 - 6戦2勝
- 4歳 - 9戦2勝（新春ジュニア、東海クイーンカップ）
- 5歳 - 8戦4勝
- 6歳 - 9戦0勝
- 7歳 - 2戦0勝

## 血統表
| スリーコースの血統ミスタープロスペクター系 / Raise a Native3×4、Tom Fool5*5（父内） | スリーコースの血統ミスタープロスペクター系 / Raise a Native3×4、Tom Fool5*5（父内） | スリーコースの血統ミスタープロスペクター系 / Raise a Native3×4、Tom Fool5*5（父内） | （血統表の出典）         | （血統表の出典） |
| 父 *キンググローリアス King Glorious 1986 黒鹿毛                                    | 父の父Naevus 1980 栗毛 アメリカ                                                     | Mr. Prospector                                                                      | Raise a Native           | Raise a Native   |
| 父 *キンググローリアス King Glorious 1986 黒鹿毛                                    | 父の父Naevus 1980 栗毛 アメリカ                                                     | Mr. Prospector                                                                      | Gold Digger              |                  |
| 父 *キンググローリアス King Glorious 1986 黒鹿毛                                    | 父の父Naevus 1980 栗毛 アメリカ                                                     | Mudville                                                                            | *ボールドラツド          | *ボールドラツド  |
| 父 *キンググローリアス King Glorious 1986 黒鹿毛                                    | 父の父Naevus 1980 栗毛 アメリカ                                                     | Mudville                                                                            | Batteer Up               |                  |
| 父 *キンググローリアス King Glorious 1986 黒鹿毛                                    | 父の母Glorious Natalie 1980 黒鹿毛 アメリカ                                         | Reflected Glory                                                                     | Jester                   | Jester           |
| 父 *キンググローリアス King Glorious 1986 黒鹿毛                                    | 父の母Glorious Natalie 1980 黒鹿毛 アメリカ                                         | Reflected Glory                                                                     | Lysistrata               |                  |
| 父 *キンググローリアス King Glorious 1986 黒鹿毛                                    | 父の母Glorious Natalie 1980 黒鹿毛 アメリカ                                         | Blue Eyed Blonde                                                                    | The Pie King             | The Pie King     |
| 父 *キンググローリアス King Glorious 1986 黒鹿毛                                    | 父の母Glorious Natalie 1980 黒鹿毛 アメリカ                                         | Blue Eyed Blonde                                                                    | Blue-Eyed Barbie         |                  |
| 母 スリーリオン 1978 栗毛 日本                                                      | 母の父*レイズアボーイ 1972 鹿毛 アメリカ                                            | Raise a Native                                                                      | Native Dancer            | Native Dancer    |
| 母 スリーリオン 1978 栗毛 日本                                                      | 母の父*レイズアボーイ 1972 鹿毛 アメリカ                                            | Raise a Native                                                                      | Raise You                |                  |
| 母 スリーリオン 1978 栗毛 日本                                                      | 母の父*レイズアボーイ 1972 鹿毛 アメリカ                                            | Masked Lady                                                                         | Spy Song                 | Spy Song         |
| 母 スリーリオン 1978 栗毛 日本                                                      | 母の父*レイズアボーイ 1972 鹿毛 アメリカ                                            | Masked Lady                                                                         | Spinosa                  |                  |
| 母 スリーリオン 1978 栗毛 日本                                                      | 母の母ミツドコース 1965 鹿毛 日本                                                   | *パールダイヴアー Pearl Diver                                                       | Vatellor                 | Vatellor         |
| 母 スリーリオン 1978 栗毛 日本                                                      | 母の母ミツドコース 1965 鹿毛 日本                                                   | *パールダイヴアー Pearl Diver                                                       | Pearl Cap                |                  |
| 母 スリーリオン 1978 栗毛 日本                                                      | 母の母ミツドコース 1965 鹿毛 日本                                                   | ミユツセ                                                                            | *フエリオール            | *フエリオール    |
| 母 スリーリオン 1978 栗毛 日本                                                      | 母の母ミツドコース 1965 鹿毛 日本                                                   | ミユツセ                                                                            | ミルウオーキー F-No.14-a |                  |

近親
半姉スリーリリック（父マルゼンスキー）の産駒スリーパークは、新潟県競馬の重賞・豊栄記念と三条記念の勝ち馬。